# Palmer Island
Palmer Island är en ö i Kanada.   Den ligger i territoriet Nunavut, i den östra delen av landet, 2 000 km norr om huvudstaden Ottawa. Arean är 4,2 kvadratkilometer.
Terrängen på Palmer Island är platt. Öns högsta punkt är 96 meter över havet. Den sträcker sig 2,8 kilometer i nord-sydlig riktning, och 2,3 kilometer i öst-västlig riktning.
Trakten runt Palmer Island består i huvudsak av gräsmarker.